# Listkogonka niebieskolica
Listkogonka niebieskolica (Prioniturus montanus) – gatunek średniej wielkości ptaka z rodziny papug wschodnich (Psittaculidae). Endemit występujący na wyspie Luzon na Filipinach.
SystematykaJest to gatunek monotypowy. Dawniej zaliczano do niego dwa podgatunki wydzielane obecnie do osobnego gatunku o nazwie listkogonka uboga (Prioniturus waterstradti). Niekiedy łączono ją też w jeden gatunek z listkogonką czerwonoczapkową (Prioniturus verticalis).
MorfologiaDługość ciała: około 30 cm, masa ciała: 100–140 g. Samica podobna do samca oprócz tego, że upierzenie jej głowy jest zielone, podczas gdy u samca niebieskie z czerwoną czapeczką.
Ekologia i zachowanieNaturalnym siedliskiem listkogonki niebieskolicej są wilgotne górskie lasy w zakresie wysokości 850–2900 m n.p.m.
Ptaki te widywane są pojedynczo lub w parach, czasem w grupach. Hałaśliwe i rzucające się w oczy w locie; trudne do znalezienia podczas żerowania. Zjadają nasiona, owoce, w tym jagody, i orzechy; bywały widywane na polach uprawnych.
Sezon lęgowy od sierpnia do września.
Status
Międzynarodowa Unia Ochrony Przyrody (IUCN) od 2000 roku uznaje listkogonkę niebieskolicą za gatunek bliski zagrożenia (NT – near threatened); wcześniej, od 1994 roku miała ona status gatunku narażonego na wyginięcie (VU – vulnerable). Liczebność populacji w 1993 roku szacowano na niecałe 10 tysięcy osobników. Trend liczebności populacji uznaje się za spadkowy. Obecnie zagrożenie dla gatunku stanowi utrata środowiska, w którym występuje.